# Expansión de la Antigua Confederación Suiza

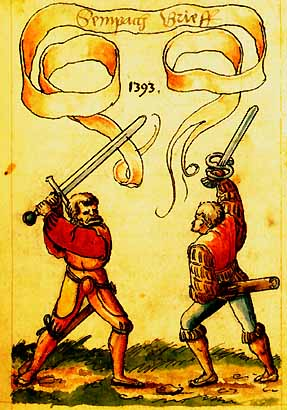
Ilustración de 1550 del Sempacherbrief de 1393, una de las mayores alianzas de la Antigua Confederación Suiza.

La expansión de la Antigua Confederación Suiza es el período de la historia de Suiza que abarca aproximadamente desde la creación de las primeras alianzas entre regiones, en 1291, hasta la Reforma Protestante en 1516. Esta época se caracterizó en los territorios alpinos por el establecimiento de alianzas, en un principio débiles, entre un número creciente de regiones y su progresivo fortalecimiento hasta formar un Estado independiente del resto de las potencias.
Empezó como una alianza entre las comunidades de los valles de los Alpes centrales para facilitar la satisfacción de los intereses comunes, como el libre comercio, y para asegurar la paz a lo largo de las importantes rutas comerciales a través de las montañas. A finales de la Edad Media, esta región pertenecía al Sacro Imperio Romano Germánico y, a causa de su importancia estratégica, los emperadores Hohenstaufen le habían garantizado la condición de reichsfrei (inmediación imperial) a principios del siglo XIII. Como regiones reichsfrei, los cantones (o regiones) de Uri, Schwyz y Unterwalden quedaron bajo la autoridad directa del emperador, pero fuera del control intermedio de señores feudales, así que disfrutaban de una amplia autonomía.
Con el auge de la dinastía de los Habsburgo, los reyes y duques de Habsburgo procuraron extender su influencia sobre esta región y colocarla bajo su dominio. En consecuencia se produjeron conflictos entre los Habsburgo y las comunidades forestales (Waldstätten), que trataban de defender su estatus privilegiado como regiones reichsfrei. Los tres Estados fundadores de la Eidgenossenschaft Suiza, nombre que recibió la confederación, se unieron a principios del siglo XIV a las ciudades-Estado de Lucerna, Zúrich y Berna, consiguiendo derrotar a los ejércitos de los Habsburgo en numerosas ocasiones. También sacaron partido de que el Sacro Imperio Romano Germánico, durante la mayor parte del siglo XIV, estuvo bajo la influencia de la Casa de Luxemburgo, que les consideraba aliados potenciales contra los Habsburgo. En 1460 los confederados controlaban la mayor parte del territorio al sur y al oeste del Rin hasta los Alpes y la cordillera del Jura. A finales del siglo XV y tras librar dos guerras, la confederación se extendió hasta sumar trece cantones (los Dreizehn Orte): en la Guerra de Borgoña de la década de 1470. Los confederados aseguraron su hegemonía en la frontera occidental, y su victoria en la Guerra Suaba en 1499 contra los ejércitos del emperador Habsburgo Maximiliano I les proporcionó la independencia de facto del Imperio. Durante su involucramiento en las Guerras Italianas, los suizos consiguieron el control sobre el Cantón del Tesino.
En el siglo XIV florecieron dos federaciones similares en los Alpes: en el actual Cantón de los Grisones se fundó la federación de las Tres Ligas (Drei Bünde) y en el actual cantón del Valais, los Siete Décimos (Sieben Zenden), que se formaron como resultado de los conflictos con la Casa de Saboya. Ninguna de estas dos federaciones fue parte de la Eidgenossenschaft, pero ambas estaban estrechamente relacionadas con ella.

## Desarrollo territorial

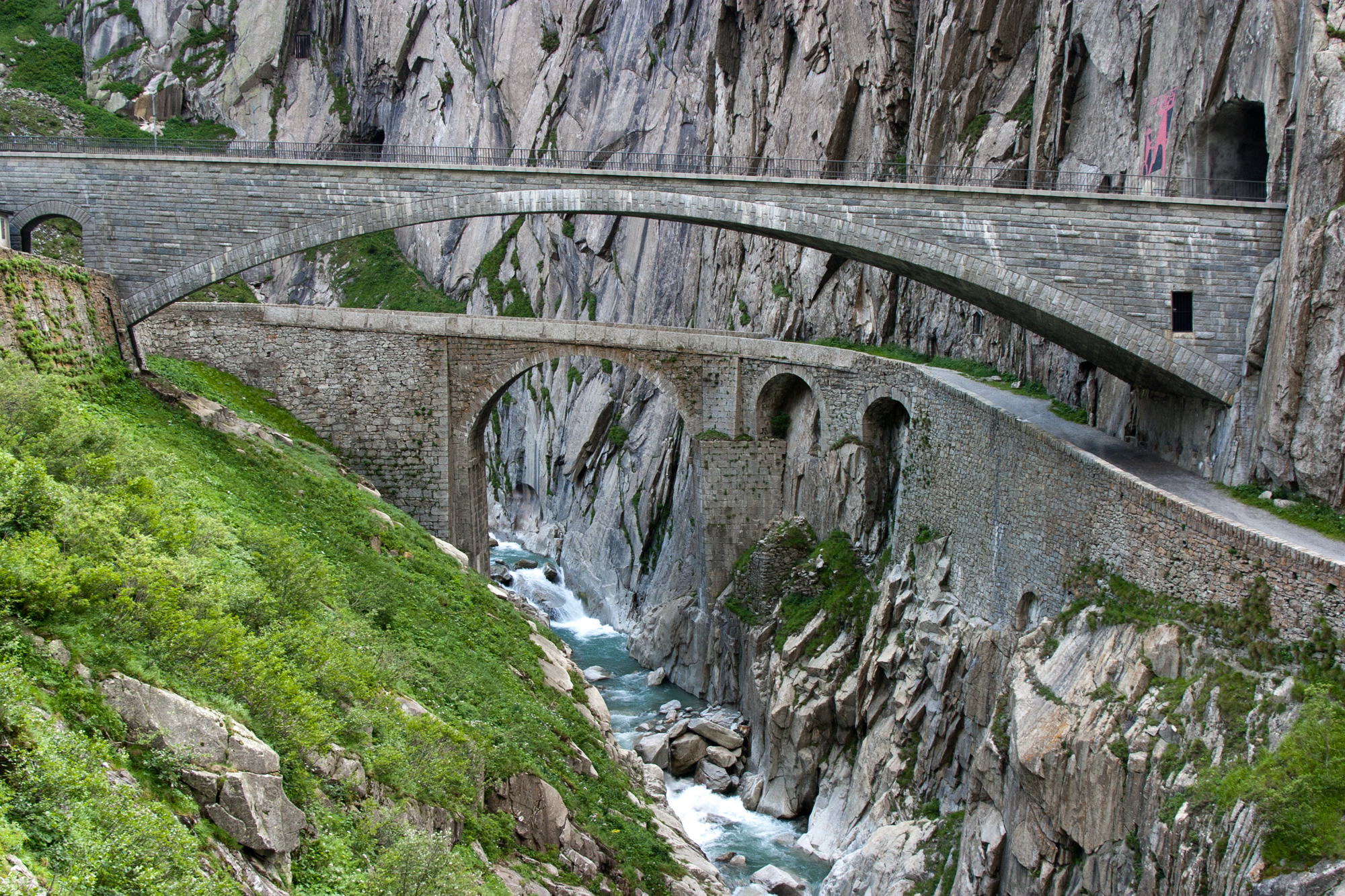
El Puente del Diablo fue construido en el para completar la carretera por el Paso de San Gotardo. El puente original fue dañado por la guerra y destruido por una inundación en 1888. La imagen muestra el segundo puente construido en 1826 y, sobre él, el tercer puente, de 1958.

Bajo la dinastía Hohenstaufen del Sacro Imperio Romano Germánico, las tres regiones de Uri, Schwyz y Unterwalden (las Waldstätte o "comunidades forestales o del bosque") habían conseguido la inmediación imperial (en alemán Reichsfreiheit). Las dos primeras porque los emperadores querían tener el estratégico Paso de San Gotardo bajo control directo y la última porque la mayor parte de su territorio pertenecía a monasterios reichsfrei. También habían ganado este estatus las ciudades de Berna y Zúrich al extinguirse la dinastía de sus patrones, los Zähringen.
Cuando Rodolfo I de Habsburgo fue elegido Rey de romanos en 1273, pasó también a ser el señor feudal directo de estas comunidades. Desde este cargo ejerció un dominio estricto y elevó los impuestos para financiar guerras y adquisiciones territoriales, medidas que le ganaron la impopularidad en la región. Cuando murió en 1291 su hijo Alberto I de Habsburgo se vio involucrado en una guerra política con Adolfo de Nassau por el trono germánico, lo que debilitó el gobierno de los Habsburgo sobre los territorios alpinos. Entonces hubo insurgencias contra los Habsburgo en Suabia y Austria, pero fueron sofocadas rápidamente por Alberto en 1291. Como Zúrich había participado en estas revueltas, Alberto sitió la ciudad, que finalmente tuvo que aceptarle como patrón.
Estos tiempos tumultuosos propiciaron que las Waldstätte cooperaran más activamente, intentando preservar o recobrar su inmediación imperial. Uri y Schwyz lograron que su estatus se reconfirmara por Adolfo de Nassau en 1297. Adolfo había conseguido llegar a rey porque Alberto, en principio el candidato más probable, no fue elegido por la Dieta por su aspecto y sus rudos modales. Sin embargo, el año siguiente Alberto mató a Adolfo en la Batalla de Göllheim, con lo que el enemigo natural de los cantones del bosque fue proclamado emperador. En consecuencia, las comunidades del bosque volvieron a perder su estatus privilegiado.

### El núcleo

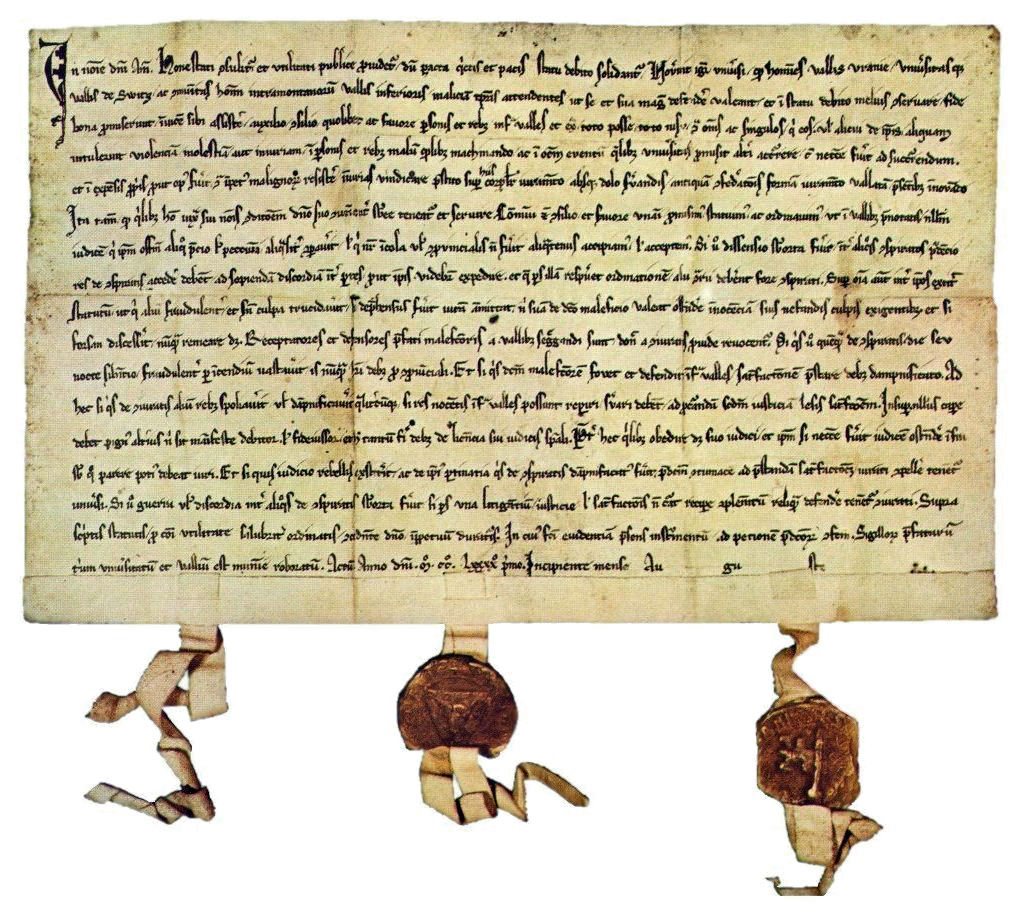
Bundesbrief o Carta Federal de 1291.

La Bundesbrief de 1291 se considera el documento escrito más antiguo que se conserva de la alianza entre Uri, Schwyz y Unterwalden, los cantones fundadores de la Antigua Confederación Suiza. Su autenticidad está sujeta a controversias, pues la mayoría de los historiadores involucrados opinan que fue escrita algunas décadas más tarde. Es probable, sin embargo, que existiese un pacto anterior entre las tres "comunidades forestales", puede que incluso desde tiempos del interregnum. Tras la muerte del emperador Alberto I, en 1308, los emperadores alemanes procedieron de la casa de Luxemburgo (con la excepción de Luis IV de Baviera) hasta 1438, confirmaron las cartas de libertad (Freibriefe) de las tres comunidades y aceptaron generalmente su estatus como reichsfrei (inmediación imperial) deseosos de controlar directamente el paso de San Gotardo y de debilitar la posición de la casa rival de Habsburgo. Unterwalden consiguió finalmente este estatus en 1309 de la mano de Enrique VII, sucesor de Alberto I. Esto no impidió a los duques de Habsburgo, originarios de Argovia, el intentar adjudicarse la soberanía sobre los territorios al sur del Rin.
En la lucha por la corona del Sacro Imperio Romano Germánico de 1314 entre el duque Federico I de Habsburgo y el rey Luis IV de Baviera, las comunidades forestales se alinearon con los Wittelsbach por temor a que los Habsburgo intentasen de nuevo anexionarse sus territorios, como ya había hecho Rodolfo I. Cuando se desató el conflicto largamente gestado entre Schwyz y la abadía de Einsiedeln, los Habsburgo respondieron enviando un poderoso ejército de caballeros contra los campesinos para dominar la insurrección, pero el ejército austríaco del hermano de Federico, Leopoldo I de Habsburgo, fue derrotado finalmente en la batalla de Morgarten de 1315. Tras la victoria, las tres comunidades renovaron su alianza y Luis IV reconfirmó su inmediación imperial.

### Expansión de losAcht Orte
En los años siguientes, las tres comunidades (sus territorios no correspondían todavía a las áreas de los cantones modernos) desarrollaron una lenta política de expansión. Uri pactó con el valle de Urseren en 1317. En 1332, la ciudad de Lucerna se unió a la alianza, intentando así que los Habsburgo reconocieran su inmediación imperial. En 1351, estas cuatro comunidades del bosque (Vier Waldstätte, un nombre que permanece en el nombre alemán y español del Lago de los Cuatro Cantones) se aliaron con la ciudad de Zúrich, donde la ciudadanía había cobrado poder debido al establecimiento de la Zunftordnung (leyes  gremiales) y la expulsión de la nobleza en 1336. La ciudad buscaba también apoyo contra la ciudad habsburguiana de Rapperswil, que había tratado de derrocar al alcalde de Zúrich Rudolf Brun en 1350. Con la ayuda de sus nuevos aliados, Zúrich fue capaz de resistir el sitio del duque Alberto II de Austria. La campaña fue tan exitosa que los confederados llegaron incluso a conquistar la ciudad de Zug y el valle de Glaris en 1352. Sin embargo, en 1356 tuvieron que retornar tanto Glaris como Zug a los Habsburgo a consecuencia de la firma del tratado de Ratisbona. A cambio, el emperador Carlos IV de Luxemburgo reconoció la Zunftordnung de Zúrich y confirmó su estatus de reichsfrei a pesar de haber prohibido cualquier confederación interna en el imperio en su Bula de Oro, promulgada en enero de ese año. La Casa de Luxemburgo favorecía los intereses de los confederados porque veía en ellos a un aliado contra la casa rival de los Habsburgo.

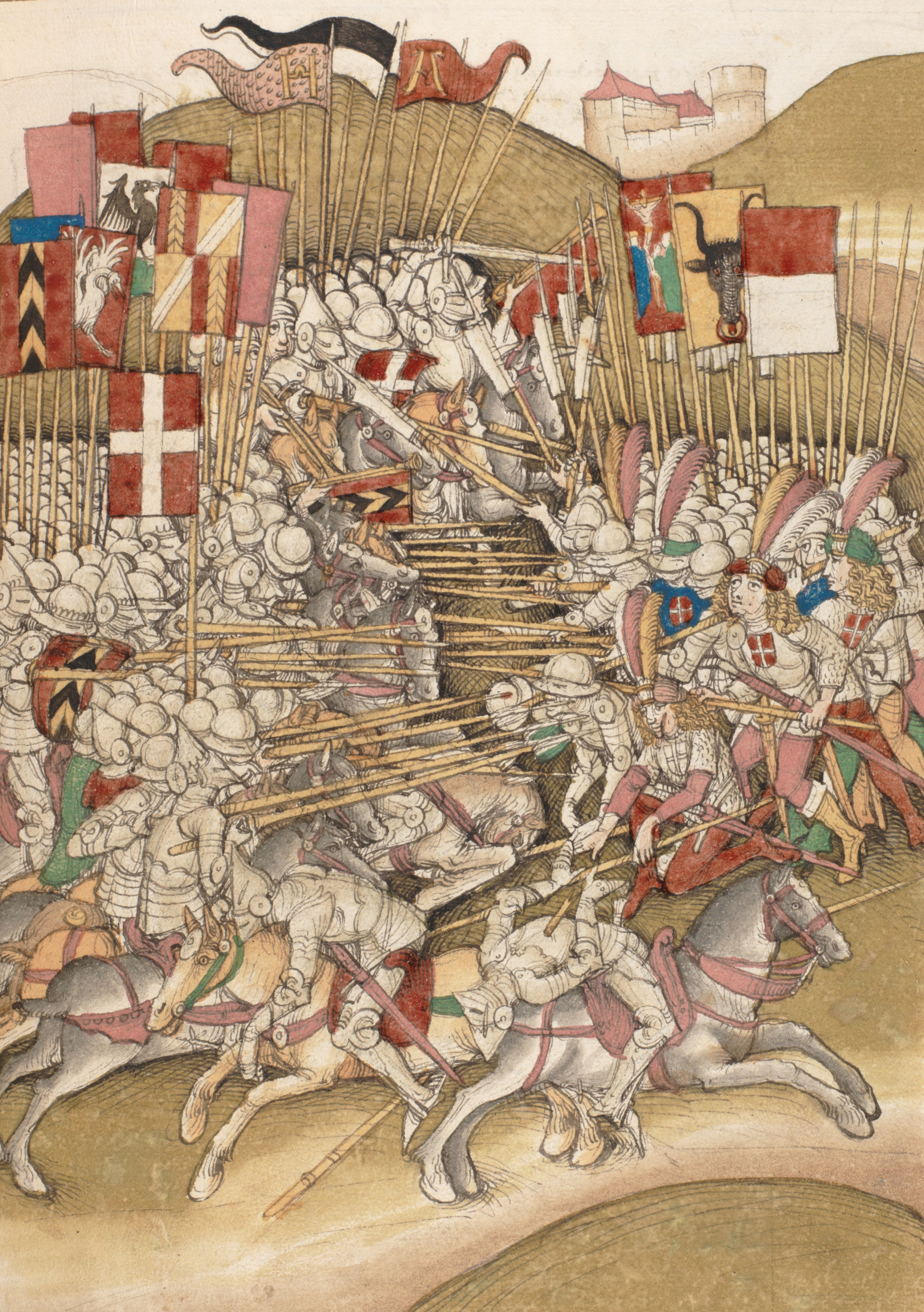
Ilustración de finales del de la batalla de Laupen. Las fuerzas confederadas se muestran a la derecha.

La Confederación (Eidgenossenschaft) había firmado alianzas perpetuas tanto con Glaris como con Zug en 1352 y, por tanto, esta fecha se considera el punto de entrada de estos cantones en la Confederación, aunque permanecieran bajo control de los Habsburgo durante unos cuantos años más.
En el oeste, los cuatro cantones del bosque habían pactado una alianza con la ciudad de Berna en 1321, e incluso enviado un destacamento para ayudar a las fuerzas bernesas en su expansión territorial contra la Casa de Saboya y los Habsburgo en la batalla de Laupen en 1339. En 1353, Berna firmó una alianza "eterna" con la Confederación, completando la "alianza de los ocho lugares" (Bund der Acht Orte).
Esta alianza de los Ocho lugares no constituía un Estado homogéneo, sino un conglomerado de ocho ciudades y territorios independientes, que se sostenían no por un mismo pacto, sino por una red de seis pactos "eternos" diferentes. Cada una de las ocho partes perseguía sus intereses particulares, especialmente en el caso de las poderosas ciudades de Zúrich y Berna. Zúrich formaba parte también de una alianza de ciudades situadas alrededor del Lago de Constanza que incluía a Constanza, Lindau y Schaffhausen, y durante algún tiempo comprendía a otras ciudades tan lejanas como Rottweil o Ulm. Berna seguía su propia política hegemónica, participando sucesivamente en varias alianzas con otras ciudades, como Friburgo, Murten, Biel o Soleura. Esta Confederación borgoñona-bernesa fue una sucesión de alianzas volátiles, pues, por ejemplo, en la batalla de Laupen, Friburgo llegó a estar enfrentado a Berna. La posición de Berna tras dicha batalla se tornó tan fuerte que las alianzas acababan frecuentemente con la asimilación del aliado bajo la dependencia de Berna, como pasó, por ejemplo, con Burgdorf y Payerne.

### Consolidación
En 1364, Schwyz reconquistó la ciudad de Zug y renovó la alianza el año siguiente. En la década de 1380, Lucerna amplió su territorio de forma agresiva, conquistando Wolhusen, reclamando la soberanía del valle de Entlebuch y Sempach, anteriormente bajo el dominio de Habsburgo. En represalia Leopoldo III de Habsburgo armó un ejército y se enfrentó a la Confederación cerca de Sempach en 1386, donde sería decisivamente derrotado y muerto durante la batalla de Sempach. Aprovechando estos acontecimientos, Glaris se declaró independiente y constituyó su primer Landsgemeinde (dieta) en 1387. En la batalla de Näfels de 1388, un ejército austríaco al mando de Alberto III de Austria, sucesor de Leopoldo, fue derrotado, y en el tratado de paz firmado al año siguiente se determinó que Glaris mantendría su independencia de los Habsburgo.
La holgada federación de Estados se reforzó con pactos adicionales entre los firmantes. En la Pfaffenbrief de 1370, los seis Estados firmantes (sin Berna ni Glaris) se refirieron a sí mismos por primera vez como una unidad territorial (unser Eydgnosschäft). Con este documento asumieron la autoridad sobre los clérigos, sometiéndolos a poniéndolos a su legislación. Además, la Pfaffenbrief prohibía los feudos, y las partes se comprometieron a garantizar la paz del camino de Zúrich al Paso de San Gotardo. Otro tratado importante fue la Sempacherbrief de 1393. No solo fue el primer documento firmado por los Ocho lugares (más la asociada Soleura), sino que además determinó que ninguno de ellos empezaría una guerra sin el consentimiento del resto.
Los confederados apoyaron la insurrección de Appenzell, que empezó en 1401, contra la abadía de San Galo y Federico IV de Habsburgo, duque de Tirol y Austria Anterior. Appenzell pasó a ser un protectorado de los Acht Orte en 1411, lo que acabó con una paz de 50 años con Federico IV en 1412.
El emperador Segismundo del Sacro Imperio Romano Germánico proscribió a Federico IV en 1415 por su apoyo al antipapa Juan XXIII en el Concilio de Constanza y animó a otros a tomar las posesiones del duque, entre las que se encontraba Argovia. Tras conseguir que el emperador les garantizase sus privilegios (todos los cantones eran reichsfrei) y un decreto que inhabilitaba el tratado de paz de 1412, los Eidgenossen (confederados) conquistaron Argovia. Una gran parte acabó bajo el control bernés, mientras que el País de Baden sería administrado por la Confederación como propiedad común hasta 1798. Solo el valle de Frick siguió bajo el dominio de los Habsburgo.

La Antigua Confederación Suiza desde 1291 hasta el.

En el Valais, se desató de nuevo el conflicto entre el Obispado de Sion y el Ducado de Saboya, que había llevado a la separación en 1301 (el obispado controlaría el Valais superior y los Saboya la parte inferior). Por dos veces los Saboya ocuparían el Valais entero, pero ambas veces serían derrotados. Los dos tratados de paz de 1361 y 1391 restablecieron el status quo de 1301. Como resultado de estas luchas, los pueblos del Valais superior se organizaron en los Sieben Zenden ("siete décimos") hacia 1355, acabando estas guerras como pequeños Estados prácticamente independientes: una situación similar a la de los cantones de la Eidgenossenschaft.
En los Grisones, llamados entonces Churwalden, el obispo de Coira y muchas familias nobles locales competían por el control de la región, que contaba con muchos pasos alpinos. A lo largo del siglo XIV aparecieron tres ligas de comunidades libres. La Gotteshausbund ("Liga de la Casa de Dios"), que cubría los alrededores de Coira y la Engadina, se fundó cuando el obispo planeó en 1367 entregar la administración de su diócesis a los Habsburgo. Compró su libertad pagando la deuda del obispo, y en las décadas siguientes incrementó su control sobre la administración del obispado, hasta que el regente del obispo fue depuesto en 1452. En el valle superior del Rin se fundó la Grauer Bund ("Liga Gris") en 1395 bajo la dirección del abad de la Abadía de Disentis, e incluía no solo las comunidades de campesinos, sino también la nobleza local, lo que acabó con el feudo de esta última. Para 1424 la Liga Gris estaba dominada por las comunidades libres y estableció unos estatutos más democráticos.

### Crisis interna
Las relaciones entre los cantones individuales de la Confederación no estaban libres de tensiones. Se evitó a duras penas un primer encontronazo entre Berna y los Vier Waldstätten a causa del conflicto de Raron (Berna apoyaba a los barones de Raron, mientras que los cantones del bosque se alineaban con los Sieben Zenden) en el Valais superior. Los barones locales de Raron eran prácticamente la familia dominante del Valais superior a finales del siglo XIV y competían con el obispo de Sion por el control de valle. Cuando el emperador Segismundo les nombró condes en 1413 y ordenó al obispo que entregara sus territorios a los de Raron en 1414, se desató una revuelta. Al año siguiente ambos contendientes habían perdido, pues los de Raron no consiguieron expulsar al obispo, que como contrapartida había concedido grandes privilegios a los "Sieben Zenden" mediante la firma del Tratado de Seta de 1415.
La Antigua Guerra de Zúrich, que empezó como una disputa por la sucesión del conde de Toggenburg, fue una prueba más seria para la unidad de los Ocho lugares. Zúrich no aceptaba las reivindicaciones de Schwyz y Glaris, que estaban apoyados por el resto de los cantones, y en 1438 declaró un embargo, interrumpiéndoles el suministro de grano. Los demás miembros de la Confederación expulsaron a Zúrich de la misma en 1440 y le declararon la guerra. En represalia, Zúrich pactó con los Habsburgo en 1442. El resto de los cantones invadieron Zúrich y sitiaron la ciudad, pero fueron incapaces de capturarla. En 1446 ambas partes contendientes estaban exhaustas y se firmó una paz preliminar. En 1450, los dos bandos acordaron la paz definitiva y Zúrich fue admitida de nuevo en la Confederación, pero tuvo que disolver su alianza con los Habsburgo. Este conflicto es significativo, ya que demuestra que la Confederación había crecido hasta formar una alianza política tan estrecha que no toleraba tendencias separatistas de sus miembros.
El final de la dinastía de los condes de Toggenburg en 1436 tuvo también efectos en los Grisones. En sus antiguos territorios de Prättigau y Davos, los (inicialmente once, tras la fusión solo diez) pueblos fundaron la Zehngerichtebund ("Liga de las Diez Jurisdicciones"). Para 1471, las tres ligas junto con la ciudad de Coira habían formado una federación de estrechos lazos, basada en la asistencia militar y pactos de libre comercio entre las partes, que incluía una dieta federal común: las Drei Bünde (Tres Ligas) habían nacido, aunque la alianza no se concluiría oficialmente en forma de contrato escrito hasta 1524.

### Expansión posterior
En la segunda mitad del siglo XV, la Confederación expandió sus territorios. En el norte, las ciudades anteriormente controladas por los Habsburgo de Schaffhausen y Stein am Rhein habían pasado en 1415 a gozar del estatus de inmediación imperial tras la expulsión de Federico IV. Las dos ciudades, de importancia estratégica —poseían los dos únicos puentes fortificados sobre el Rin entre Constanza y Basilea— no solo estaban enfrentadas con los barones de la vecina Hegau, sino que también se encontraban bajo la presión de los duques de Habsburgo, que pretendían reintegrar las ciudades bajo su dominio. El 1 de junio de 1454, Schaffhausen pasó a ser un miembro asociado (Zugewandter Ort) de la Confederación al aliarse con seis de los ocho cantones (Uri y Unterwalden no participaron). Con la ayuda de los confederados repelieron un ejército de dos mil hombres de los Habsburgo al este de Thayngen. Stein am Rhein pactó una alianza similar el 6 de diciembre de 1459.
La ciudad de San Galo había llegado a ser libre en 1415, pero mantenía un conflicto con su abad, que intentó que cayera bajo su influencia. Pero como los duques de Habsburgo fueron incapaces de apoyarle de alguna forma, fue forzado a pedir ayuda a los confederados, y la abadía se convirtió en un protectorado de la Confederación el 17 de agosto de 1451. La ciudad fue aceptada como Estado asociado el 13 de junio de 1454. Friburgo, otra ciudad de los Habsburgo, pasó a estar controlada por el Duque de Saboya durante la década de 1440 y tuvo que aceptar al duque como su señor en 1452. Sin embargo, también se alió con Berna en 1454, convirtiéndose en un Estado asociado. Otras dos ciudades que pidieron ayuda a los Eidgenossen contra los Habsburgo fueron Rottweil (en Suabia), que pasó a ser Estado asociado el 18 de junio de 1463, y Mülhausen (en Alsacia), que hizo lo propio el 17 de junio de 1466, mediante una alianza con Berna (y Soleura). En Rapperswill, un enclave habsburguiano en el Lago de Zúrich dentro del territorio confederado, un golpe de Estado de 1458 favorable a la confederación llevó a la ciudad a convertirse en protectorado de la Eidgenossenschaft en 1464.
El duque Segismundo de Austria se vio envuelto en una lucha por el poder con el Papa Pío II por el nombramiento de un obispo en Tirol en 1460. Cuando el duque fue expulsado por el papa, se produjo una situación similar a la de 1415. La Confederación sacó ventaja de los problemas de los Habsburgo y conquistó Turgovia y la región de Sargans en otoño de 1460, que pasaron a ser propiedades administradas en común. En un tratado de paz del 1 de junio de 1461, el duque no tuvo más alternativa que aceptar la nueva situación.
Los suizos también mostraron interés en extender su influencia al sur de los Alpes para asegurar la ruta comercial a través del Paso de San Gotardo hacia Milán. En 1331 empezaron a expandir su influencia mediante acuerdos pacíficos, pero en el siglo XV se involucraron militarmente. En 1403 la alta Leventina, el valle al sur del paso, se convirtió en un protectorado de Uri. A lo largo del siglo XV se produjo una lucha de resultados variables entre los suizos y el Ducado de Milán. En 1439 Uri asumió el control completo de la alta Leventina, región sobre la cual el Ducado de Milán abandonó sus reivindicaciones dos años más tarde. Los suizos conquistaron violentamente dos veces el actual Cantón del Tesino y el valle de Ossola, pero ambas veces los milaneses recuperaron todos los territorios, excepto Leventina. Las dos veces los suizos consiguieron, pese a su derrota, negociar tratados de paz favorables a sus intereses.

### Las Guerras de Borgoña

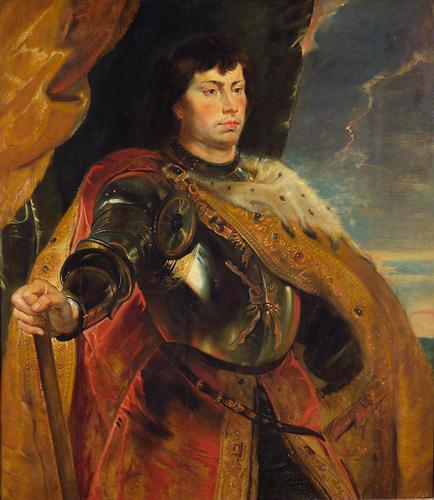
Carlos el Temerario.

Las Guerras de Borgoña fueron un conflicto entre la Dinastía Valois y la Casa de Habsburgo. El expansionismo agresivo del duque de Borgoña, Carlos el Temerario, le enfrentó al rey Luis XI de Francia y al emperador Federico III de Habsburgo. Los embargos políticos contra las ciudades de Basilea, Estrasburgo y Mulhouse le hicieron acudir a Berna en busca de ayuda.
Los conflictos culminaron en 1474, tras la firma de un tratado de paz entre Segismundo de Austria y los confederados en Constanza (más tarde llamado Ewige Richtung). Los confederados, unidos a las ciudades alsacianas y a Segismundo en una "liga contra Borgoña", conquistaron parte del Jura burgundio (el Franco Condado) y, al año siguiente, fuerzas bernesas ocuparon y arrasaron el Vaud, que pertenecía al Ducado de Saboya, aliado con Carlos el Temerario. Los Sieben Zenden, con la ayuda de Berna y otras fuerzas confederadas, expulsaron a los de Saboya del bajo Valais tras una victoria en la Batalla de Planta en noviembre de 1475. En 1476 Carlos contraatacó y marchó hacia Grandson con su ejército, pero sufrió tres grandes derrotas seguidas. Primero en la Batalla de Grandson, más tarde en la Batalla de Murten y finalmente en la Batalla de Nancy, donde murió en 1477 mientras luchaba contra la conjunción de los confederados y un ejército de René II de Lorena. Hay un proverbio que resume estos acontecimientos de la siguiente forma: "Bi Grandson s'Guet, bi Murte de Muet, bi Nancy s'Bluet" (hät de Karl de Küeni verloore) ("(Carlos el Temerario perdió) sus bienes en Grandson, su temeridad en Murten y su sangre en Nancy").
Como resultado de las Guerras de Borgoña, la dinastía de los Duques de Borgoña se extinguió. Berna devolvió el Vaud al Duque de Saboya a cambio de un rescate de 50.000 florines holandeses en 1476, y vendió sus reivindicaciones sobre el Franco Condado a Luis XI de Francia por 150.000 florines en 1479. Los confederados solo retuvieron bajo su control pequeños territorios al este de la cordillera del Jura, especialmente Grandson y Murten, como dependencias comunes de Berna y Friburgo. Valais, sin embargo, sería independiente a partir de entonces, y Berna reconquistaría Vaud en 1536. Si bien los efectos territoriales de las Guerras de Borgoña fueron menores, marcaron el inicio del empleo de los mercenarios suizos en los campos de batalla europeos.

### Mercenarios suizos

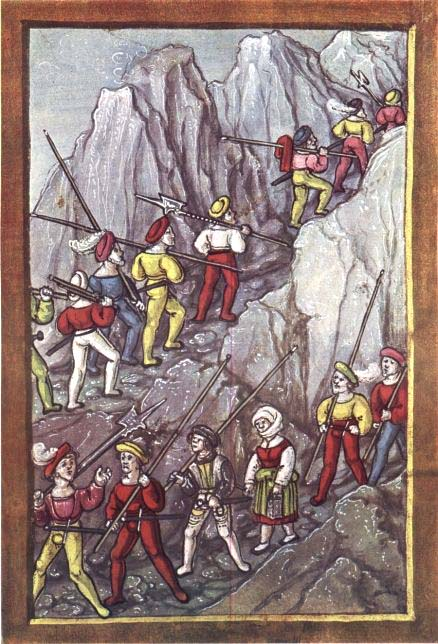
Mercenarios suizos cruzando los Alpes (Luzerner Schilling).

En las Guerras de Borgoña, los soldados suizos se habían ganado la reputación de ser casi invencibles, y sus servicios mercenarios fueron requeridos cada vez con más frecuencia por las potencias europeas de la época. De esta forma, los soldados entrenados en las batallas por la independencia de sus territorios, de los reyes y los emperadores, pasaron a luchar al servicio de los grandes señores a cambio de una paga.
Poco después de las Guerras de Borgoña, los cantones establecieron acuerdos individuales para la contratación de mercenarios con muchos interesados, incluyendo el Papa — la Guardia Suiza papal se fundó en 1505 y empezó a operar al año siguiente. Se firmaron más contratos con Francia (una guardia suiza de mercenarios sería aniquilada en el asalto del Palacio de las Tullerías en París en 1792), el Ducado de Saboya, Austria y otros. Los mercenarios suizos desempeñarían un papel inicialmente importante, pero más tarde secundario, en los campos de batalla de Europa hasta finales del siglo XVIII. 
Las fuerzas suizas se vieron pronto involucradas en las Guerras Italianas entre los Valois y los Habsburgo por el dominio del norte de Italia. Cuando el poder del Ducado de Milán se desvaneció a causa de estas guerras, los suizos consiguieron finalmente hacerse con el Tesino completo. En 1500 ocuparon las fortalezas de importancia estratégica de Bellinzona, que el rey Luis XII de Francia, que gobernaba Milán en aquella época, cedió definitivamente en 1503. De 1512 en adelante, los confederados lucharon en el bando del Papa Julio II y su Liga Santa contra los franceses en los territorios al sur de los Alpes. Tras algunos éxitos tempranos, y tras haber conquistado gran parte del territorio del Ducado de Milán, fueron derrotados finalmente por el ejército francés en la Batalla de Marignano en 1515, lo que puso fin a las intervenciones militares de la Confederación, exceptuando los servicios mercenarios bajo banderas extranjeras. El resultado de estas maniobras fue la obtención del Tesino como región administrativa común de la Confederación y la ocupación del valle del río Adda (Valtelina, Bormio y Chiavenna) por las Drei Bünde, que seguirían dependiendo de los Grisones hasta 1797, con una breve interrupción durante la Guerra de los Treinta Años.

### LosDreizehn Orte
Tanto Friburgo como Soleura, que habían participado en las Guerras de Borgoña, querían unirse a la Confederación tras la guerra, lo que habría desequilibrado la balanza a favor de los cantones urbanos. Los cantones rurales se opusieron fuertemente. En 1477 hicieron una marcha hacia las ciudades en protesta. 
En Stans tuvo lugar un Tagsatzung para resolver el contencioso en 1481, pero la guerra parecía inevitable. Un ermitaño local, Niklaus von der Flüe, fue consultado acerca de la situación. Pidió que se transmitiera un mensaje a los miembros del Tagsatzung de su parte. Los detalles del mensaje no se conocen al día de hoy, pero calmó los temperamentos. Friburgo y Soleura fueron admitidos en la Confederación.
Tiempo después de que se establecieran pactos bilaterales aislados entre las ligas de los Grisones y algunos cantones de la Confederación desde principios del siglo XV, la federación de las Tres Ligas en conjunto pasó a ser un Estado asociado de la Confederación en 1498, al firmar alianzas con los siete cantones orientales.
Cuando los confederados rehusaron aceptar las resoluciones del Reichstag de 1495 en Worms, se desató la Guerra Suaba (Schwabenkrieg o Schweizernkrieg en Alemania) en 1499, enfrentando a la Confederación a la Liga Suaba y al emperador Maximiliano I de Habsburgo. Tras algunas batallas en los alrededores de Schaffhausen, en el Voralberg austríaco y en los Grisones, donde los confederados cosecharon más victorias que derrotas, la Batalla de Dornach, en la que pereció el comandante del Emperador, puso fin a la guerra. En septiembre de 1499 se firmó un tratado de paz en Basilea que establecía la independencia de facto de la Eidgenossenschaft, aunque seguiría siendo nominalmente parte del Sacro Imperio Romano Germánico hasta después de la Guerra de los Treinta Años y no se incluyó en el sistema de Círculos Imperiales en 1500.
Como consecuencia directa de la Guerra Suaba, los Estados previamente asociados de Basilea y Schaffhausen entraron en la Confederación en 1501. En 1513, Appenzell siguió el mismo camino, pasando a ser el decimotercer miembro. Las ciudades de Sankt Gallen, Biel, Mulhouse y Rottweil, así como las Tres Ligas en los Grisones fueron asociados de la Confederación (Zugewandte Orte). Valais sería un Estado asociado en 1529.

### Mitos y leyendas

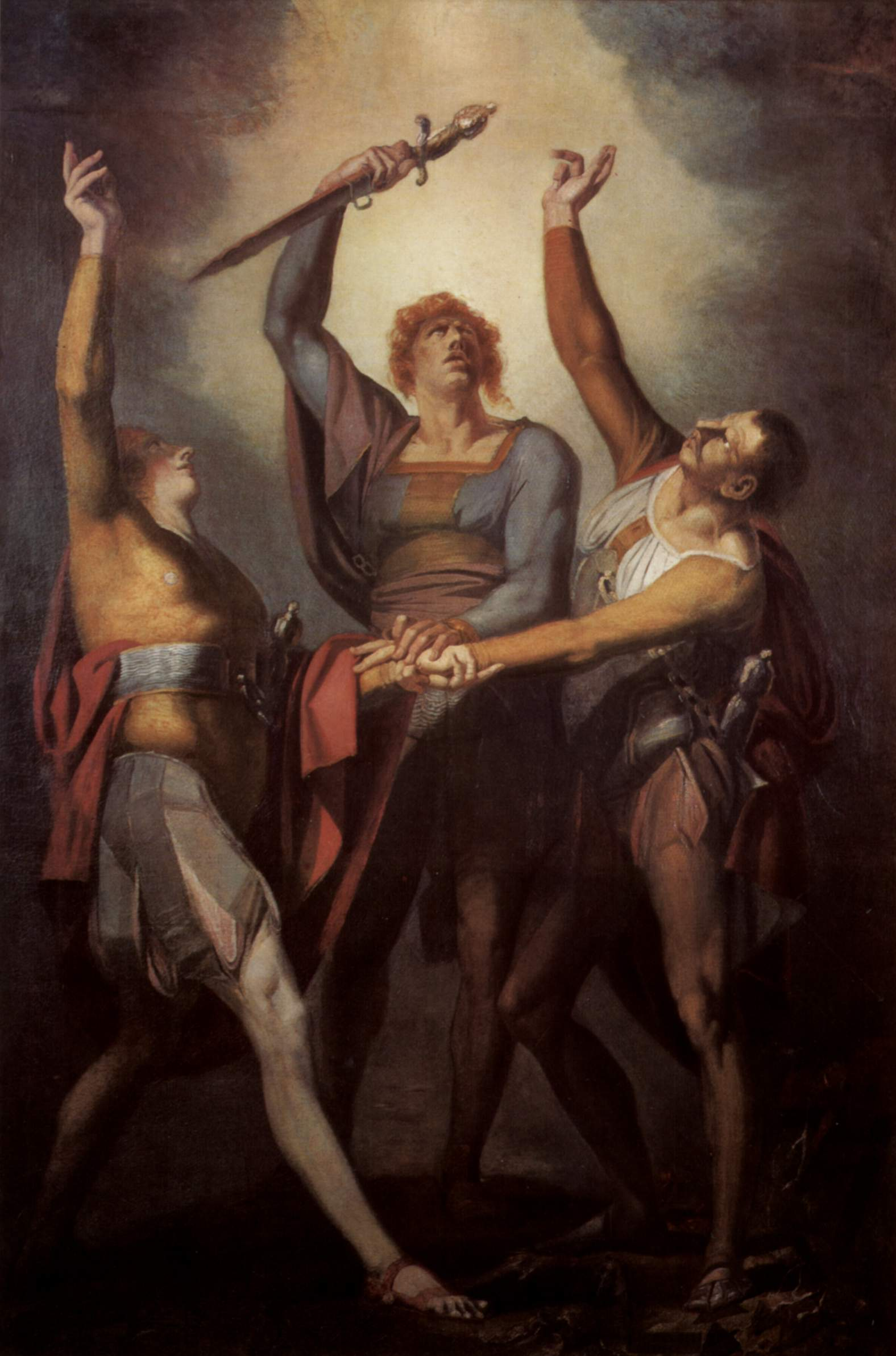
Juramento del Rütli, Henry Fuseli, 1780.

Los acontecimientos contados en la saga de Guillermo Tell, que habrían tenido lugar alrededor de 1307, no están apoyados por evidencias históricas. Este relato, como el del Juramento de Rütli (Rütlischwur), en un prado junto al Lago de los Cuatro Cantones, parece datar de finales del siglo XV y formar parte de una colección de relatos populares de 1470, el Weisse Buch von Sarnen. Se considera generalmente una glorificación ficticia de las luchas por la independencia de los Waldstätten (comunidades forestales o del bosque).
La leyenda de Arnold von Winkelried aparece registrada a mediados del siglo XVI; las primeras crónicas de la Batalla de Sempach no le mencionan. Se dice que Winkelried abrió una brecha en las líneas de la infantería austríaca abalanzándose hacia sus lanzas y derribándolas con su cuerpo, de forma que los confederados pudieron atacar a través de la brecha abierta.

## Desarrollos sociales
Los cambios sufridos alrededor del siglo XIII ejercieron una profunda influencia en la sociedad. Gradualmente, la población de siervos fue volviéndose una agrupación de campesinos libres y ciudadanos. En las ciudades —que eran pequeñas, según los criterios actuales, pues Basilea tenía 10 000 habitantes mientras que Zúrich, Berna, Lausana y Friburgo tenían unos 5.000 cada una— el desarrollo fue natural, y los señores feudales pronto les dotaron de una cierta autonomía, en particular sobre su administración interna. A principios del siglo XIV los artesanos de las ciudades empezaron a formar gremios y fueron tomando el control político, especialmente en las ciudades situadas a lo largo del Rin, como Basilea, Schaffhausen, Zúrich o Coira (pero no, por ejemplo, en Berna o Lucerna —o en Fráncfort— donde una aristocracia fuerte inhibió tal desarrollo). Las ciudades gremiales tenían una estructura relativamente democrática, con el gobierno de un concejo elegido por los ciudadanos.
En las áreas rurales la población en general disfrutaba de menos libertades, pero algunos señores llevaron a cabo la colonización de áreas remotas otorgando privilegios a los pioneros. Un movimiento de colonización bastante conocido fue el de los Walser, del Valais a los Grisones, que produjo asentamientos en algunos valles en el siglo XIV. En las regiones montañosas, la comunidad dirigía comunalmente la explotación de los campos comunes, los pastos alpinos y los bosques (importantes como protección contra avalanchas). Las comunas del valle cooperaban estrechamente y empezaron a comprar propiedades a los terratenientes de la nobleza o simplemente a desposeerlos de sus tierras por la fuerza. Se formaron dietas regionales; los Landsgemeinde se formaron para tratar la administración de las comunas, y también servían como alto tribunal y para elegir representantes, los Landammann.

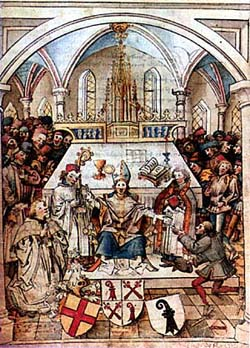
Representación contemporánea de la ceremonia de inauguración de la Universidad de Basilea en la Catedral de Basilea el 4 de abril de 1460.

Aunque tanto los ciudadanos pobres como los ricos y los campesinos tenían los mismos derechos (aunque no el mismo estatus), no todos eran iguales. Los emigrantes que llegaban a una ciudad no tenían derechos políticos y eran llamados Hintersassen. En áreas rurales, tenían que pagar para trabajar las tierras comunes. Solo se les garantizaban plenos derechos cuando adquirían la ciudadanía, cuestión que no dependía solo de su riqueza (pues tenían que comprar la ciudadanía), sino que además tenían que haber vivido allí por algún tiempo, especialmente si vivían en zonas rurales.
Las ciudades siguieron una política de expansión territorial para conseguir el control de las regiones rurales circundantes, de las que dependían, empleando el poder militar o, a menudo, medios más sutiles como la compra de sus tierras, o la aceptación como ciudadanos de los siervos (liberándolos por tanto: "Stadtluft macht frei" —"el aire de la ciudad libera") de un señor feudal. Los campesinos poseían su tierra, los pueblos administraban sus propiedades comunes y los villanos participaban como jurado en el tribunal de la ciudad. Tenían, sin embargo, que servir militarmente a la ciudad, lo que por otra parte incluía el derecho a poseer sus propias armas.
Basilea pasó a ser el centro educativo y científico en la segunda mitad del siglo XV. La ciudad albergó el Concilio de Basilea de 1431 a 1447, y en 1460 se fundó la Universidad de Basilea que atraería a muchos pensadores notables, como Erasmo o Paracelso.

### Economía
La población de los cantones era de unas 600.000 almas alrededor del 1400 y creció hasta 800.000 para 1500. La producción de grano era suficiente solo en algunas de las regiones menos elevadas, mientras que la mayor parte del territorio dependía de la importación de trigo, avena o cebada. En los Alpes, donde la cosecha de grano siempre fue particularmente baja debido al clima, se produjo una transición hacia la producción de queso y mantequilla de leche de vaca. A medida que los caminos fueron mejorando y se volvieron más seguros, fue floreciendo el comercio entre las ciudades.
Las ciudades tenían mercados y centros de comercio de importancia, y se encontraban en las carreteras que atravesaban los Alpes. Se desarrolló la manufactura textil, sobre todo en Sankt Gallen. El queso (especialmente el emmental y el gruyer) fue un producto muy exportado. Las exportaciones de las ciudades suizas llegaban a gran distancia, hasta el Levante y Polonia.
En el siglo XV, los servicios mercenarios pasaron a ser un importante factor económico. El Reisläuferei (servicio mercenario) atraía a numerosos jóvenes aventureros suizos que veían en él una manera de escapar a la pobreza de sus hogares. Las pagas no solo eran recibidas por los mercenarios, sino que sus cantones originarios también recibían una parte, y este servicio, a pesar de ser fuertemente criticado en la época por disminuir los recursos humanos de la Confederación, se volvió popular entre los jóvenes campesinos de los cantones rurales.

### Organización política
Inicialmente, la Eidgenossenschaft no estaba unida por un pacto singular, sino por un conjunto completo de pactos solapados y tratados bilaterales separados entre varios miembros, de exigencias mínimas. Las partes generalmente acordaban luchar para preservar la paz en sus territorios, ayudarse con los contenciosos militares y definir un cierto arbitraje para sus disputas. La Sempacherbrief de 1393 fue el primer tratado que unió los ocho cantones y, por consiguiente, establecía una asamblea federal. La Tagsatzung (Dieta federal) se desarrolló en el siglo XV. El segundo tratado de unificación sería el Stanser Verkommnis de 1481.
La Dieta federal se reunía normalmente muchas veces al año. Cada cantón delegaba dos representantes, lo que normalmente incluía también a los Estados asociados. Inicialmente, el cantón en el que se reunían los delegados presidía el encuentro, pero en el siglo XVI Zúrich asumió la presidencia (Vorort) de forma permanente, y Baden pasó a ser el lugar de encuentro.
La Dieta federal trataba todos los asuntos entre cantones y ejercía también como corte de arbitraje donde dirimir las disputas entre los Estados miembros, o donde sancionar a los miembros que disintieran, como ocurrió en la Antigua Guerra de Zúrich. Asimismo organizaba y supervisaba la administración de las propiedades comunes, como el País de Baden, Freiamt, Turgovia, el valle del Rin entre el Lago de Constanza y Coira o en Tesino. Los administradores de estas propiedades comunes ejercían su cargo durante dos años y pertenecían cada período a un cantón diferente.
A pesar de su carácter informal (no había una base legal formal que describiese las competencias), las Dietas federales eran un importante instrumento de los inicialmente ocho, y más tarde trece cantones, para decidir sobre materias intercantonales. Igualmente demostró ser un importante instrumento en el desarrollo del sentimiento de unidad entre cantones, en ocasiones muy individualistas. Lentamente, se fueron definiendo como una Eidgenossenschaft y se fueron considerando a sí mismos como trece Estados separados con débiles lazos de unión.